# Massagris mohale
Massagris mohale – gatunek pająka z rodziny skakunowatych.
Gatunek ten opisany został w 2014 roku przez Wandę Wesołowską i Charlesa Haddada.
Samce osiągają od 2,1 do 2,4 mm długości prosomy i od 1,8 do 1,9 mm długości opistosomy, zaś samice od 2,1 do 2,2 mm długości prosomy i od 2,4 do 4 mm długości opistosomy. Przeciętniej wysokości karapaks ma oczy umieszczone na wzgórkach i długie, bruzdowate jamki. U samca barwa karapaksu jest brązowa z jaśniejszym polem ocznym, czarnymi pierścieniami wokół oczu i białymi włoskami na bokach. U samicy karapaks jest brązowy z żółtawymi bokami i żółtawym pasem środkowym oraz białymi łuskami wokół przednich oczu. Warga dolna, endyty i sternum u samca są brązowe, zaś u samicy żółte. Przednia krawędź szczękoczułków u obu płci ma trzy zęby, natomiast tylna u samicy ma pięć drobnych ząbków, a u samca duży, płytkowaty ząb. Opistotsoma samca jest brązowa z żółtawym pasem środkowym i czarniawym spodem, a u samicy szarawobrązowa z żółtymi znakami na wierzchu i trzema jasnymi liniami na ciemnym spodzie. Odnóża samca są jasnobrązowe, zaś samicy żółte. Samiec ma nogogłaszczki z wąskim u nasady cymbium oraz szerokim i taśmowatym embolusem. nawiniętym trzykrotnie na szczyt krótkiego i szerokiego bulbusa. Samica wyróżnia się od podobnej M. contortuplicata umieszczeniem otworów kopulacyjnych na przedzie epigynum.
Pająk afrotropikalny, znany tylko z południowo-wschodniego i środkowego Lesotho, z dystryktów Maseru, Qacha’s Nek i Thaba-Tseka. Spotykany pod kamieniami, na wysokości od 2060 do 2270 m n.p.m..